# Tetragonula dapitanensis
Tetragonula dapitanensis là một loài Hymenoptera trong họ Apidae. Loài này được Cockerell mô tả khoa học năm 1925.